# 가야즈촌
가야즈촌(萱津村)은 일본 아이치현 가이토군에 설치되었던 촌이다. 현재의 아마시의 일부에 해당한다.